# Goldene Himbeere 2022
Die Goldene Himbeere 2022 (englisch 42nd Razzie Awards) zeichnete die schlechtesten Leistungen des Filmjahres 2021 aus, basierend auf den Stimmen von Mitgliedern der Golden Raspberry Foundation.
Bis zum 14. Januar konnten Filme nominiert werden.
Die Nominierungen wurden am 7. Februar bekanntgegeben. Die Ergebnisse wurden am 26. März 2022, einen Tag vor der Oscarverleihung 2022, veröffentlicht.
Eine einmalige Kategorie wurde für die schlechte Leistung von Bruce Willis kreiert, der 2021 in mehreren B-Filmen spielte. Da wenige Tage nach der Vergabe bekannt wurde, dass Willis an Aphasie leidet, was seine kognitiven und kommunikativen Fähigkeiten einschränkt, wurde die Negativ-Auszeichnung an ihn zurückgezogen mit folgender Begründung: 
“If someone’s medical condition is a factor in their decision making and/or their performance, we acknowledge that it is not appropriate to give them a Razzie.” (John Wilson und Mo Murphy, deutsch: „Wenn jemandes gesundheitlicher Zustand ein Faktor bei seinen Entscheidungen oder seiner Leistung ist, erkennen wir an, dass es nicht angemessen ist, ihm eine Goldene Himbeere zu geben.“)

## Preisträger und Nominierte
Es folgt die komplette Liste der Nominierten und Preisträger.
| Kategorien | Nominierte |
| --- | --- |
| Schlechtester Film | Diana: Das Musical |
| Schlechtester Film | Infinite – Lebe unendlich |
| Schlechtester Film | Karen |
| Schlechtester Film | Space Jam: A New Legacy |
| Schlechtester Film | The Woman in the Window |
| Schlechteste Neuverfilmung oder billigster Abklatsch | Space Jam: A New Legacy |
| Schlechteste Neuverfilmung oder billigster Abklatsch | Karen |
| Schlechteste Neuverfilmung oder billigster Abklatsch | Tom & Jerry |
| Schlechteste Neuverfilmung oder billigster Abklatsch | Twist |
| Schlechteste Neuverfilmung oder billigster Abklatsch | The Woman in the Window |
| Schlechteste Regie | Christopher Ashley für Diana: Das Musical |
| Schlechteste Regie | Stephen Chbosky für Dear Evan Hansen |
| Schlechteste Regie | „Coke“ Daniels für Karen |
| Schlechteste Regie | Renny Harlin für The Misfits – Die Meisterdiebe |
| Schlechteste Regie | Joe Wright für The Woman in the Window |
| Schlechtestes Drehbuch | Joe DiPietro und David Bryan für Diana: Das Musical |
| Schlechtestes Drehbuch | Kurt Wimmer und Robert Henry für The Misfits – Die Meisterdiebe |
| Schlechtestes Drehbuch | „Coke“ Daniels für Karen |
| Schlechtestes Drehbuch | Tracy Letts für The Woman in the Window |
| Schlechtestes Drehbuch | Sally Collett und John Wrathall als Hauptautoren für Twist |
| Schlechtester Schauspieler | LeBron James in Space Jam: A New Legacy |
| Schlechtester Schauspieler | Scott Eastwood in Dangerous |
| Schlechtester Schauspieler | Roe Hartrampf in Diana: Das Musical |
| Schlechtester Schauspieler | Ben Platt in Dear Evan Hansen |
| Schlechtester Schauspieler | Mark Wahlberg in Infinite – Lebe unendlich |
| Schlechteste Schauspielerin | Jeanna de Waal in Diana: Das Musical |
| Schlechteste Schauspielerin | Amy Adams in The Woman in the Window |
| Schlechteste Schauspielerin | Megan Fox in Midnight in the Switchgrass |
| Schlechteste Schauspielerin | Taryn Manning in Karen |
| Schlechteste Schauspielerin | Ruby Rose in Vanquish |
| Schlechtester Nebendarsteller | Jared Leto in House of Gucci |
| Schlechtester Nebendarsteller | Ben Affleck in The Last Duel |
| Schlechtester Nebendarsteller | Nick Cannon in The Misfits – Die Meisterdiebe |
| Schlechtester Nebendarsteller | Mel Gibson in Dangerous |
| Schlechtester Nebendarsteller | Gareth Keegan in Diana: Das Musical |
| Schlechteste Nebendarstellerin | Judy Kaye in Diana: Das Musical |
| Schlechteste Nebendarstellerin | Amy Adams in Dear Evan Hansen |
| Schlechteste Nebendarstellerin | Sophie Cookson in Infinite – Lebe unendlich |
| Schlechteste Nebendarstellerin | Erin Davie in Diana: Das Musical |
| Schlechteste Nebendarstellerin | Taryn Manning in Every Last One of Them |
| Schlechteste Filmpaarung | LeBron James und irgendein Warner-Cartoon-Charakter, mit dem er dribbelt in Space Jam: A New Legacy                                                                   |
| Schlechteste Filmpaarung | irgendein Cast-Mitglied und irgendein Musical-Song in Diana: Das Musical                                                                                              |
| Schlechteste Filmpaarung | Jared Leto und entweder sein Latex-Gesicht, seine Klamotten oder sein Akzent in House of Gucci                                                                        |
| Schlechteste Filmpaarung | Ben Platt und irgendein anderer Charakter, der so tut, als sei es normal, dass Platt die ganze Zeit singt, in Dear Evan Hansen                                        |
| Schlechteste Filmpaarung | Tom und Jerry in Tom & Jerry |
| Schlechteste Performance von Bruce Willis 2021 Diese Kategorie wurde nachträglich zurückgezogen. | Cosmic Sin – Invasion im All |
| Schlechteste Performance von Bruce Willis 2021 Diese Kategorie wurde nachträglich zurückgezogen. | American Siege |
| Schlechteste Performance von Bruce Willis 2021 Diese Kategorie wurde nachträglich zurückgezogen. | Apex |
| Schlechteste Performance von Bruce Willis 2021 Diese Kategorie wurde nachträglich zurückgezogen. | Deadlock |
| Schlechteste Performance von Bruce Willis 2021 Diese Kategorie wurde nachträglich zurückgezogen. | Fortress |
| Schlechteste Performance von Bruce Willis 2021 Diese Kategorie wurde nachträglich zurückgezogen. | Midnight in the Switchgrass |
| Schlechteste Performance von Bruce Willis 2021 Diese Kategorie wurde nachträglich zurückgezogen. | Out of Death |
| Schlechteste Performance von Bruce Willis 2021 Diese Kategorie wurde nachträglich zurückgezogen. | Killing Field |
| The Razzie Redeemer Award Der Himbeeren-Erlöser-Preis wird an Schauspieler oder Regisseure vergeben, die früher Himbeeren gewonnen hatten oder dafür nominiert waren und die inzwischen positive Preise gewinnen konnten. | Will Smith (2014 gewonnen als schlechtester Nebendarsteller und Teil des schlechtesten Leinwandpaares sowie für das schlechteste Drehbuch nominiert) für King Richard |